# スティーヴン・マイケル・ケサダ
スティーヴン・マイケル・ケサダ（Steven Michael Quezada,  1963年2月15日 - ）は、アメリカ合衆国の俳優である。

## 来歴
1963年、ニューメキシコ州アルバカーキに生まれる。地元の高校を卒業後、イースタン・ニューメキシコ大学に進学し、演劇を学んだ。2005年にテレビ映画『Three Wise Guys』でプロデビュー。その後も、テレビや映画などへ出演しキャリアを重ねるが、特に2008年から出演したテレビドラマシリーズ『ブレイキング・バッド』への出演で知名度が上がった。同ドラマにはレギュラーキャストの一人として出演し、ディーン・ノリス演じる麻薬取締局捜査官の右腕を演じており、2014年に他のキャストらと共に全米映画俳優組合賞アンサンブル賞も受賞している。

## 出演作品

### 映画
- Three Wise Guys (2005)
- デスティニー 未来を知ってしまった男 First Snow (2006)
- ビール・フェスタ 無修正版 ～世界対抗・一気飲み選手権 Beerfest (2006)
- カイト Kites (2010)
- Warrior Woman (2011)
- The Reunion (2011)
- ランブラー The Rambler (2013)
- スペア・パーツ Spare Parts (2015)
- Supernal Darkness/Protege Project (2015)
- ガールフレンドデー Girlfriend's Day (2017)

### テレビドラマ
- Wildfire (2006)
- ザ・プロテクター/狙われる証人たち In Plain Sight (2008)
- ブレイキング・バッド Breaking Bad (2008 - 2013)
- クラッシュ Crash (2009)
- The After After Party with Steven Michael Quezada (2011)
- The Mindy Project (2014)
- ベター・コール・ソウル Better Call Saul (2020)